# 勒·柯布西耶
勒·柯比意（法語：Le Corbusier，1887年10月6日—1965年8月27日，又譯勒柯布西耶、柯布西埃、柯比意或柯比西埃，原名），瑞士-法國建築師、室內設計師、雕塑家、畫家，是20世纪最重要的建筑师之一，是功能主義建築的泰斗，獲称为“功能主義之父”。他和巴克敏斯特·富勒、密斯·凡·德羅并称为国际形式建筑派的主要代表。
勒·柯布西耶致力於讓居住在擁擠都市的人們有更好的生活環境，在都市計劃有相關的影響，也是国际现代建筑协会（CIAM）的創始成員。

## 生平
出生于瑞士西北纳沙泰尔州，汝拉山區的拉绍德封，父母在昂熱大學從事研究工作，少年时曾在故乡的酒廠学习釀酒。從小对美术感兴趣，1907年先后到布達佩斯和巴黎学习建筑，在巴黎到以运用钢筋混凝土著名的建筑师維克多·拉盧处学习，由於柯布西耶患有癲癇症，遭維克多·拉盧驅逐。於是到德国孟德爾松事务所工作，埃瑞許·孟德爾松事务所以尝试用新的建筑处理手法设计新颖的工业建筑而闻名，在那里他遇到了同时在那里工作的巴克敏斯特·富勒和密斯·凡·德·罗，他们互相之间都有影响，一起开创了功能主義建筑的思潮。他又到埃及和土耳其周游，参观探访古代建筑群和伊斯蘭文化建筑。
他于1917年定居巴黎，同时从事绘画和室內設計，与新派立体主义的画家和诗人合编杂志《華麗精神》，按自己外祖父的姓取笔名为勒·柯布西耶，他在第一期就写到：“一个新的时代开始了，它植根于一种新的精神，有明确目标的一种建设性和综合性的新精神。”后来他把其中发表的一些关于建筑的文章整理汇集出版单行本书《走向新建筑》，激烈否定十九世纪以来的因循守旧的建筑观点、复古主义的建筑风格，歌颂现代工业的成就，提出“我们的时代正在每天决定自己的样式”，称颂工程师的工作方法，“工程师受经济法则推动，受数学公式所指导，使我们与自然法则一致，达到了和谐。”提出“住房是居住的机器”，鼓吹以工业的方法大规模地建造房屋“建筑的首要任务是促进降低造价，减少房屋的组成构件。”对建筑设计强调“原始的形体是美的形体”，赞美简单的几何形体。
1926年柯布西耶就自己的住宅设计提出著名的“新建筑五点”（Cinq points de l'architecture moderne），它们是：
- 底层架空（les pilotis）：主要層離開地面。獨特支柱使一樓挑空。
- 屋顶花园（le toit-terrasse）：將花園移往視野最廣、濕度最少的屋頂。
- 自由平面（le plan libre）：各層牆壁位置端看空間的需求來決定即可。
- 横向长窗（la fenêtre-bandeau）：大面開窗，可得到良好的視野。
- 自由立面（la façade libre）：由立面來看各個樓層像是個別存在的，樓層間不互相影響。

按照“新建筑五点”的要求设计的住宅都是由于采用框架结构，墙体不再承重以后产生的建筑特点。勒·柯布西耶充分发挥这些特点，在三十年代设计了一些同传统的建筑完全异趣的住宅建筑。萨伏伊別墅是一个著名的代表作。柯布西耶的建筑设计充分发挥了框架结构的特点，由于墙体不再承重，可以设计大的横向长窗，他的有些设计当时不獲人们接受，许多设计被否决，但这些结构和设计形式在以后獲其他建筑师推广应用，如逐层退后的公寓，悬索结构的展览馆等，他在建筑设计的许多方面都是一位先行者，对现代建筑设计产生了非常广泛的影响。
勒·柯布西耶还对城市規劃提出许多设想，他一反当时反对大城市的思潮，主张全新的城市规划，认为在现代技术条件下，完全可以既保持人口的高密度，又形成安静卫生的城市环境，首先提出高层建筑和立体交叉的设想，是极有远见卓识的。他在20和30年代始终站在建筑发展潮流的前列，对建筑设计和城市规划的现代化起了推动作用。
第二次世界大战期间，由於他祖母有猶太人血統，遭受維琪政府迫害，許多親戚被逮捕，迫使他逃亡到阿爾及利亞和突尼西亞工作。遭受此次打擊后，他的建筑设计风格明显起了变化，从注重功能转向注重外觀的華麗；从重视现代工业技术转向重视視覺體验；从追求平整光洁转向追求別樹一幟，引人注目。因此他在战后的新建筑流派中处于顯耀地位。他的设计理念直到去世，都对世界各国的建筑师有很大的启发作用。他的设计经常引起很大的争议，他设计的聖文森教堂的怪异外观，令守旧派异常愤怒，又飽受革新派批評。他为日内瓦国际联盟总部设计的方案引起评审团长时间的争论，最后由政治家裁决否定。他的马赛公寓，被法国风景保护协会提出控告，到后来，又成为当地的名胜；他为的黎波里市做的规划和建筑设计被格達費当局否决，但后来其中的逐层后退设计方法却得到许多非洲和地中海的沿海国家采纳。

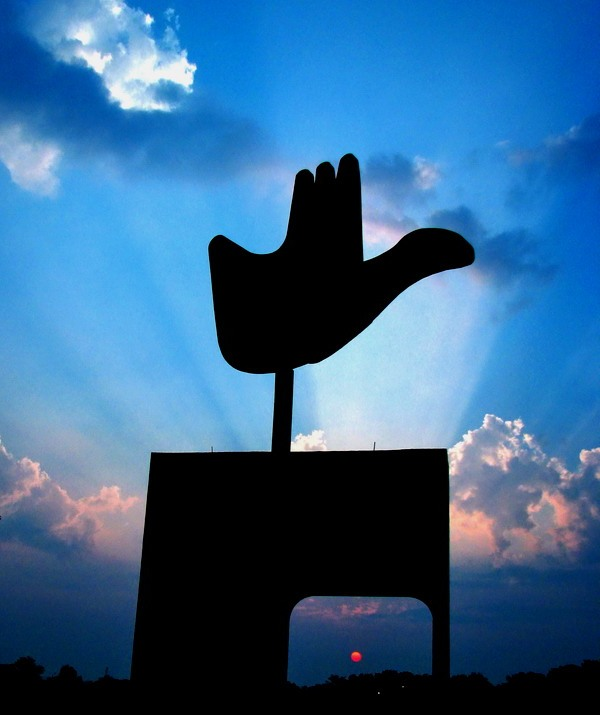
印度昌迪加尔的開掌紀念碑，由柯布西耶设计

1965年，前往度假勝地羅克布呂訥-卡普馬丹避暑，在地中海海邊游泳時，心臟病發作，不慎溺死。

## 柯比意的建築思想
- 柯比意在他24歲（1911年）的時候，開始他個人三次遊歷歐洲的壯遊，其行經的路線從中歐到君士坦丁堡，再從君士坦丁堡到義大利，最後才回到他自己的家鄉瑞士。在壯遊的歷程中，柯比意開始逐步建構他的建築思想。他認為現代建築必須要向古典主義（特別是米開朗基羅、巴洛克風格之前）的建築學習，滿足簡單的生活機能即可，不必再加上瑣碎的、頹廢的、裝飾的、貴族的美學風格。

- 接著在柯比意27歲（1914年）的時候，他提出了多米诺屋住宅的概念，特別是「構架結構」（Frame Architecture）的思想：將牆跟結構分離，牆不再跟結構產生關係。因為這樣子的關係，形成了他自由平面（Free Plan）的想法，柯比意認為透過「牆柱分離」才能產生自由化的建築。

- 著名的「新建築五點」是柯比意在39歲（1926年）時所建構出的美學理論，而此五項原則與柯比意早先發展之Dom-Ino系統有著一些原則上之關連。簡言之，柯比意於1914年發展出Dom-Ino系統的構造研究，此系統是他從鋼筋混凝土邏輯中所發展出的技術概念，這種概念中他提出Dom-Ino為一種配備，就其形狀及拼合方式成為一種產品設計，用來正視住宅問題，而得到「住宅機器」（House Machine），因而滿足了戰後重建、大量生產、標準化、可自由之拼組之需要。而柯比意的五項原則正是Dom-Ino觀念的具體化。而如1922年柯比意由Dom-Ino系統所建造出的一架空支承於托柱上的Citrohan住宅也很接近的預示了柯比意的五項原則[7]。

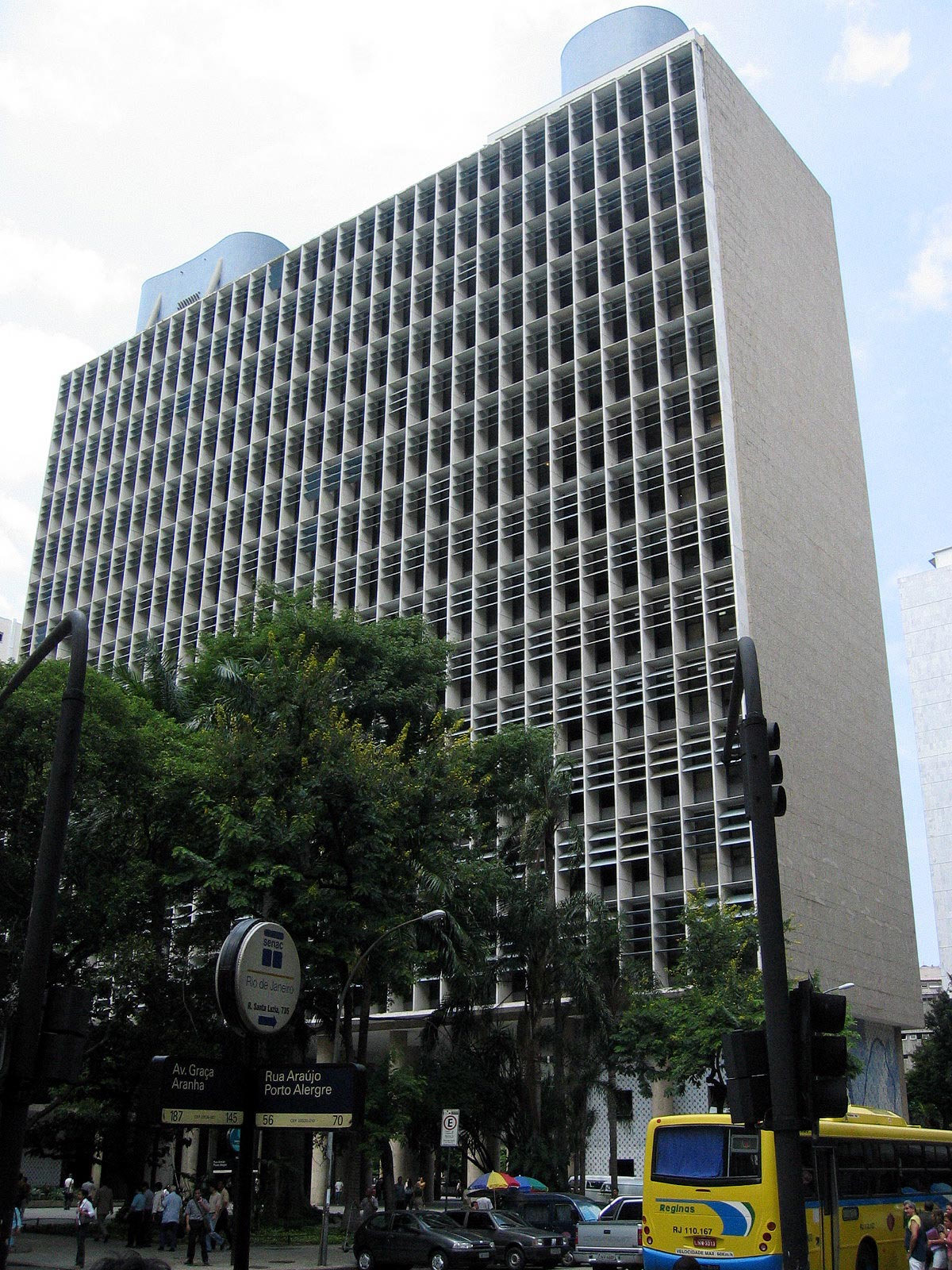
巴西里约热内卢古斯塔沃卡帕内马宫

## 評論
在柯比意死後，隨著當代建築中建築設計價值及其伴隨概念的轉變，包括在學校教授的內容及建築師的實務都有變化，也有許多針對柯比意作品的熱烈評論。在建築的層次上，他後期的作品呈現了對現代化衝擊的理解，但他的城市設計受到許多評論者的嘲笑。
勒·柯布西耶影響了公營住宅的計劃，不過有些觀點認為公房將一片的高樓大厦中隔離出一些貧困的族群，切斷了族群發展整合需要的社會連結。简·雅各布斯在其著作《美国大城市的死与生》中嚴厲批評柯布西耶的城市計劃理論。

### 影響

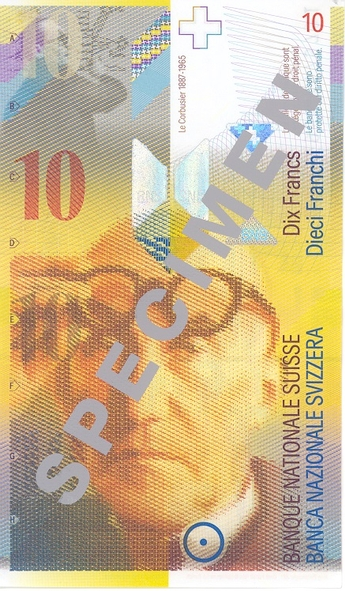
10元瑞士法郎纸币上柯布西耶的头像

勒·柯布西耶對城市規劃的影響很大，是国际现代建筑协会（CIAM）的創始成員之一。柯布西耶也是頭幾位理解汽車會改善人類群體的人之一，他描述未來的城市是由許多的公寓組成，公寓是分散在一個類似公園的地方，下方由底层架空柱支撐。英國的城市規劃者在1950年代末期開始使用柯布西耶的「Cities in the Sky」，認為可以較廉價提供公營住宅的方法。在建築設計本身，勒·柯布西耶批評所有裝飾性的效果。
許多著名的建築師都曾在勒·柯布西耶的工作室工作過，包括也是畫家的建築師那德爾·亞馮梭，他將勒·柯布西耶的概念吸收到他的美學理論中，盧西奧·科斯塔對巴西利亞的都市規劃，以及František Lydie Gahura對捷克工業城茲林的規劃都是受到勒·柯布西耶的概念所影響，印度的昌迪加爾是勒·柯布西耶所設計的。勒·柯布西耶的思想也對於蘇聯的城市規劃及建築有顯著的影響，特別是構成主義建築的領域。

### 紀念
1997年发行的第八套瑞士法郎10法郎紙幣上印有勒·柯布西耶的肖像，上面有他與眾不同的眼鏡。该版10瑞士法郎纸币于2021年退出流通。
以下是一些以勒·柯布西耶為名的地名。
- 巴黎的Place Le Corbusier：靠近他在Rue de Sèvres的工作室。
- 勒·柯布西耶大道：在加拿大魁北克的拉瓦勒。
- 瑞士的Place Le Corbusier：在他的家鄉瑞士拉紹德封。
- 阿根廷的勒·柯布西耶街：位于布宜诺斯艾利斯省阿根廷马尔维纳斯（英语：Malvinas Argentinas）。
- 加拿大的勒·柯布西耶街：在加拿大魁北克的寶樂沙。
- 法國羅屈埃布蘭卡馬爾坦 (濱海阿爾卑斯省)的水邊有勒·柯布西耶長廊。
- 印度的昌迪加爾有勒·柯布西耶紀念館。
- 德國司徒加特的魏森霍夫住宅展有勒·柯布西耶紀念館。

## 重要建築與規劃
2016年第40届世界遗产大会上，勒·柯布西耶的位于7个国家的17件作品獲列入世界遗产。